# Drøm (film)
Drøm (russisk: Мечта) er en sovjetisk film fra 1941 af Mikhail Romm.

## Medvirkende
- Jelena Kuzmina - Anna
- Vladimir Solovjov - Vasil
- Vladimir Sjjeglov - Tomasj
- Faina Ranevskaja - Rosa Skorokhodova
- Arkadij Kisljakov - Lazar Skorokhod